# Cryptocellus narino
Espèce
Cryptocellus narino est une espèce de ricinules de la famille des Ricinoididae.

## Distribution
Cette espèce est endémique de Colombie. Elle se rencontre dans les départements d'Antioquia, de Boyacá et de Tolima.

## Description
Le mâle holotype mesure 7,34 mm et la femelle paratype 8,28 mm.

## Étymologie
Son nom d'espèce lui a été donné en référence au lieu de sa découverte, Nariño.

## Publication originale
- Platnick & Paz, 1979 : On the Cryptocellus magnus group (Arachnida, Ricinulei). American Museum novitates, no 2677, p. 1-9 (texte intégral).